# Universitatea din Opole
Universitatea din Opole este o instituție de învățământ superior de stat din Opole, Polonia, înființată în anul 1994.

## Rectori
- 1994-1995: prof. dr hab. Jerzy Pośpiech (n. 1933) - filolog
- 1995-1996: prof. dr hab. Franciszek Marek (n. 1930) - istoric și pedagog
- 1996-2002: prof. dr hab. Stanisław Nicieja (n. 1948) - istoric, istoric de artă
- 2002-2005: prof. dr hab. Józef Musielok (n. 1946) - fizician
- 2005-2008: prof. dr hab. Stanisław Nicieja (n. 1948) - istoric, istoric de artă
- 2008-2012: prof. dr hab. inż. Krystyna Czaja (n. 1948) - chimist
- din 2012: prof. dr hab. Stanisław Nicieja (n. 1948) - istoric, istoric de artă

## Facultăți
- Facultatea de Chimie
- Facultatea de Economie
- Facultatea de Filologie
- Facultatea de Istorie și Pedagogie
- Facultatea de Matematică, Fizică și Informatică
- Facultatea de Drept și Administrație
- Facultatea de Științe ale Naturii și Tehnologie
- Facultatea de Teologie

## Domenii de educație
În prezent, Universitatea din Opole oferă studii în următoarele domenii: 
| - administrație - antropologie - arhitectură peisagistică - securitate națională - biologie - biotehnologie - chimie - jurnalism și comunicare socială - arte plastice - educație tehnico-informatică - economie - engleza în comunicare - studii europene - filozofie - fizică - istorie - filologie: filologia engleză, germanistică, romanistică, slavă | - informatică - ingineria mediului - logistică - matematică - muzicologie - protecția mediului - pedagogie - politologie - drept - psihologie - sociologie - relații internaționale - teologie - management |

## Galerie

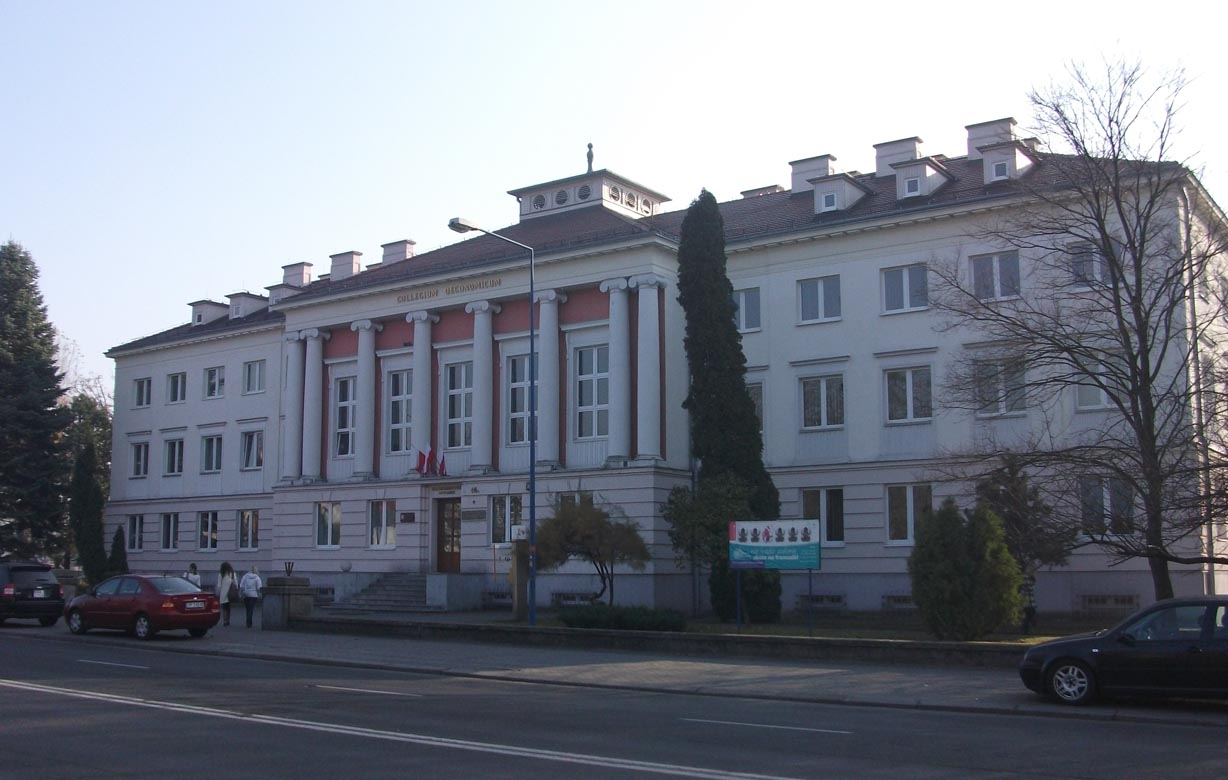
Facultatea de Economie
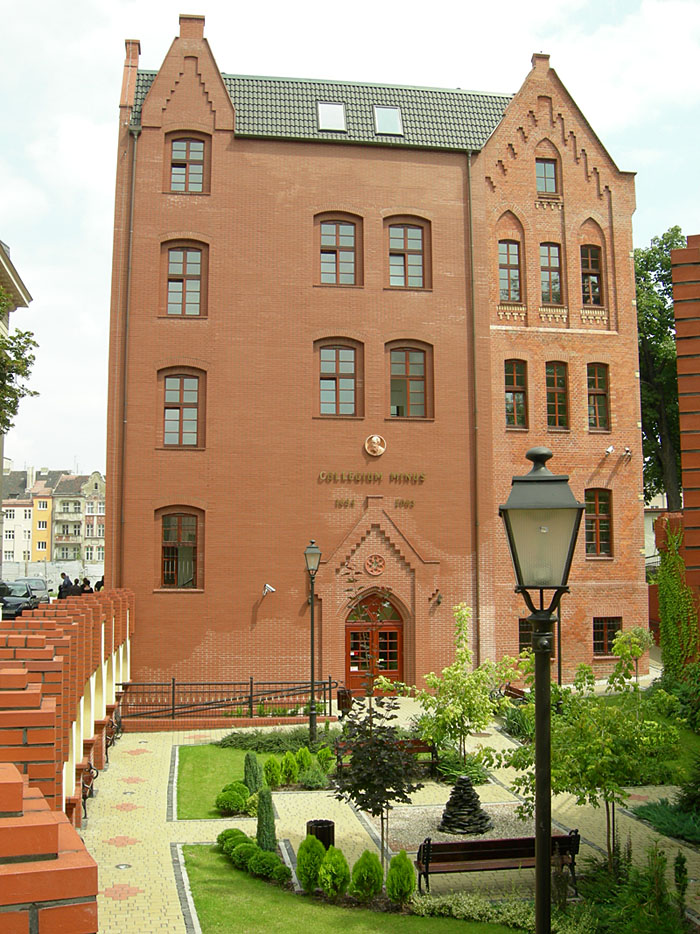
Collegium Minus
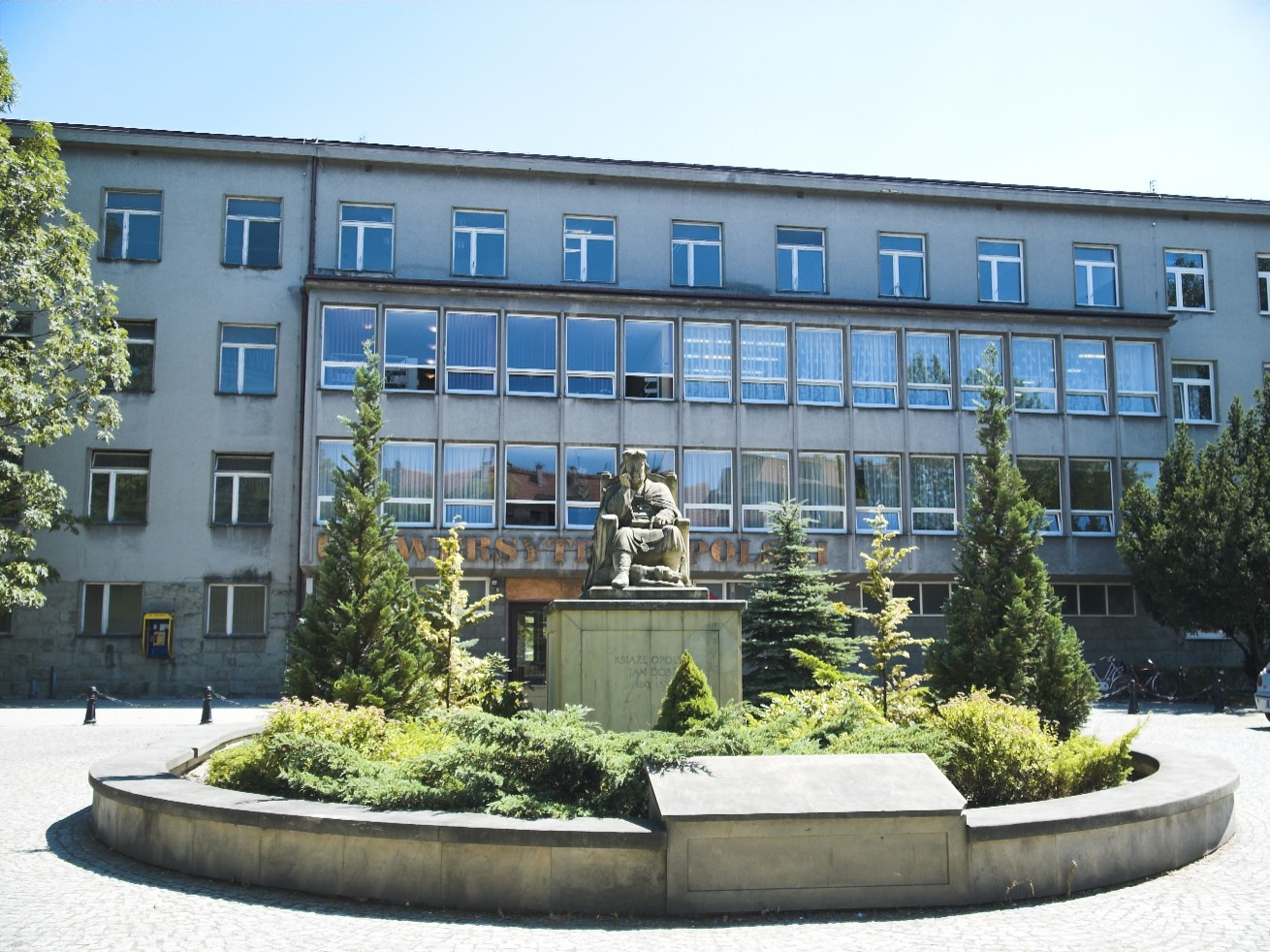
Facultatea de Matematică, Fizică și Informatică
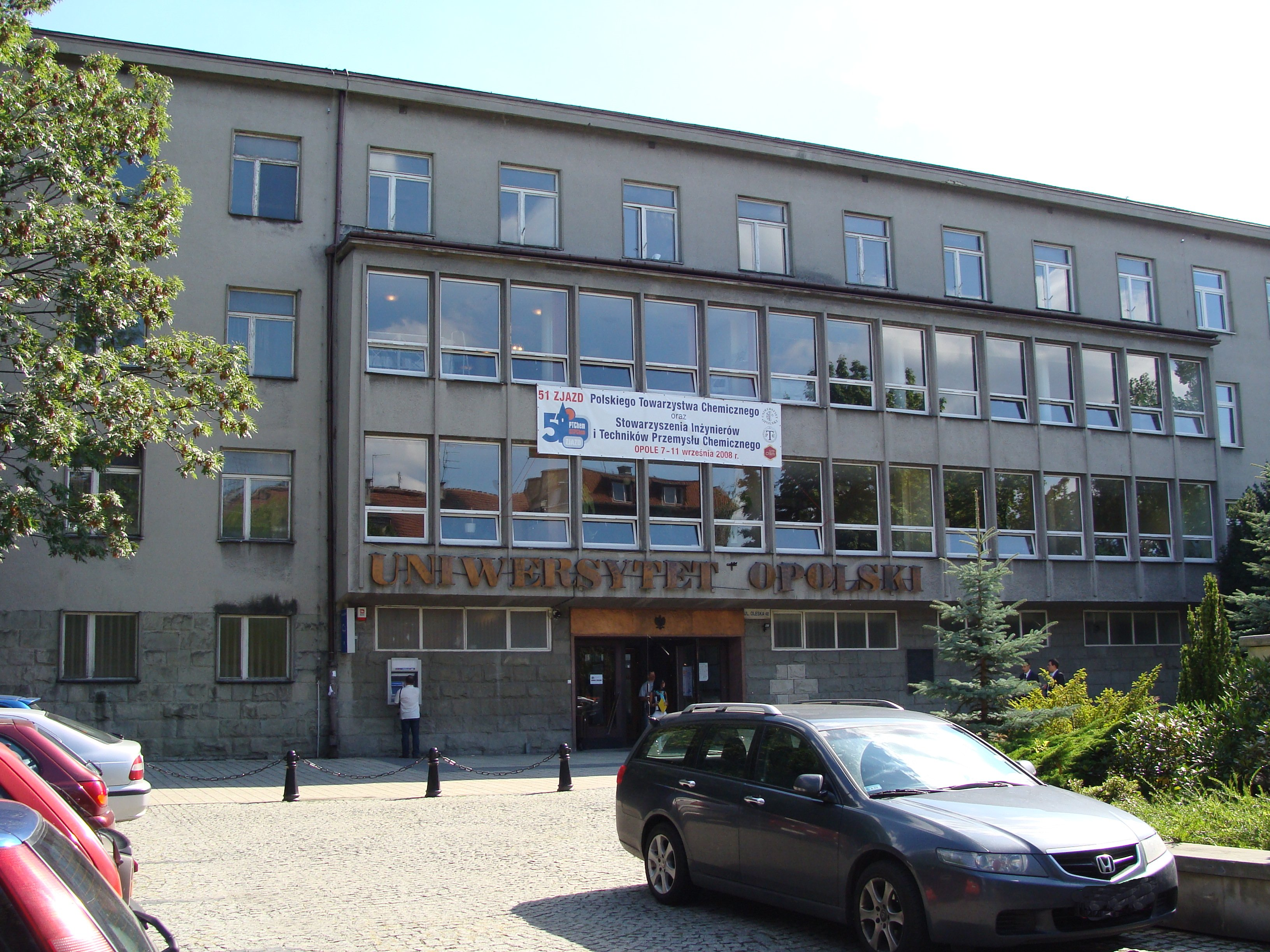
Facultatea de Științe ale Naturii și Tehnologie